# Виноградов, Борис Парфентьевич
Бори́с Парфе́нтьевич Виногра́дов (11 декабря 1944, Ленинград ― 30 июля 2012, Санкт-Петербург) ― советский и российский тромбонист, музыкальный педагог. Солист ЗКР АСО Ленинградской филармонии, доцент Санкт-Петербургской консерватории, Заслуженный артист Российской Федерации

## Биография
Выпускник 1971 года Ленинградской консерватории имени Н. А. Римского-Корсакова, ученик профессора Акима Алексеевича Козлова, в 1977 году окончил аспирантуру у профессора Ленинградской консерватории В.М.Буяновского.

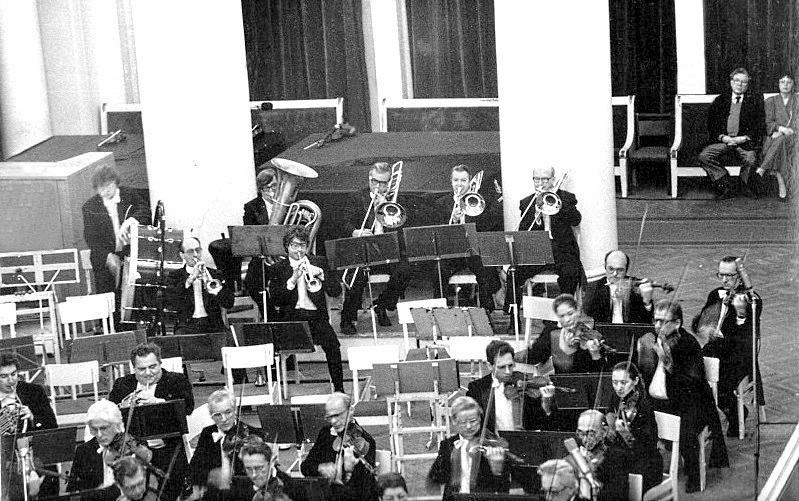
1989, концерт ЗКР АСО Ленинградской филармонии, тубист В.Галузин, тромбонисты, А.Евтушенко, Б.Виноградов, В.Венгловский

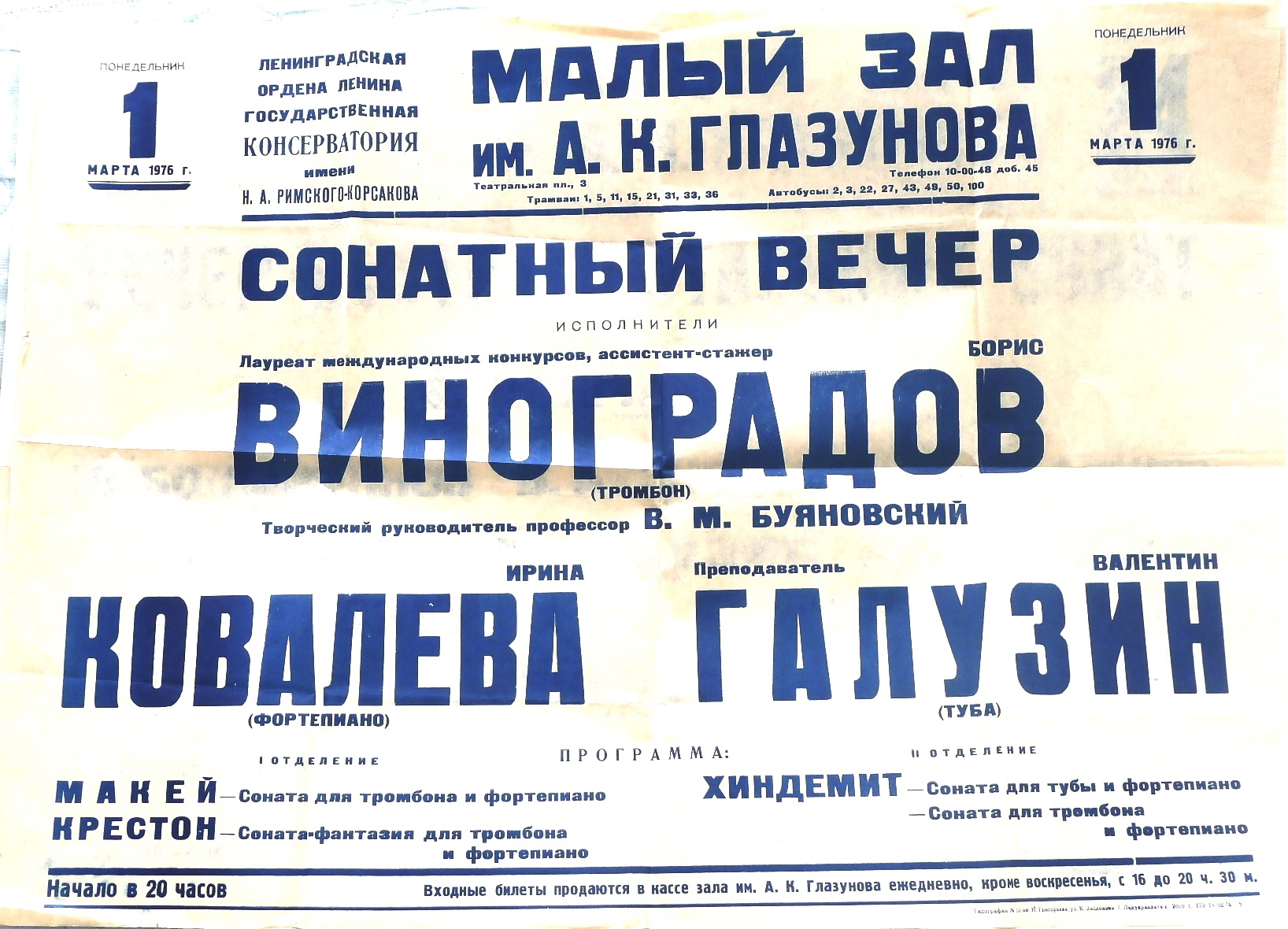
Одна из концертных афиш Б.Виноградова, 1976, Малый зал Ленинградской консерватории

Лауреат международного конкурса Пражская весна 1974 года — II премия.
С 1966 года солист оркестра Ленинградского театра музыкальной комедии, с 1968 - Малого театра оперы и балета, в 1970-72 - солист оркестра Ленинградского театра оперы и балета им. С.М.Кирова.
Регулятор, второй тромбон ЗКР АСО Ленинградской филармонии в 1972—1994 годах.
Регулятор Санкт-Петербургского государственного академического симфонического оркестра под управлением Равиля Мартынова в 1994—2001 годах. Активно выступал в качестве солиста в концертах филармонического и камерного оркестров, участник квартета тромбонов, медного квинтета и многих др. ансамблей.
Преподаватель Санкт-Петербургской консерватории с 1978 года, Санкт-Петербургского музыкального колледжа имени Н.А.Римского-Корсакова с 1986 года и Санкт-Петербургской школы-десятилетки при консерватории имени Н. А. Римского-Корсакова с 1977 года.
доцент, заместитель декана оркестрового факультета Санкт-Петербургской консерватории.
Имеет сольные записи на Ленинградской студии грамзаписи. Так же, в составе ансамбля тромбонистов ЗКР Ленинградской филармонии записал несколько пластинок.
Известные ученики Бориса Парфентьевича Виноградова: Дмитрий Булкин, Алексей Репников (тромбонист и дирижёр Мариинского театра), Игорь Баканов (второй тромбон, регулятор бас-тромбона Национального Филармонического оркестра России под управлением Владимира Спивакова).
Умер в 2012 году в Санкт-Петербурге, похоронен на Пороховском кладбище.

## Награды, звания
- Лауреат международного конкурса Пражская весна,  II премия, 1974 год (Чехословакия)
- Заслуженный артист Российской Федерации (Указ Президента РФ от 20.04.2006 года № 405)

## Жюри конкурсов
- Международный музыкальный конкурс "Синяя птица", Крым (Украина), 2001 и 2002 годы - член жюри[2]
- IX Открытый всероссийский конкурс молодых исполнителей на духовых и ударных инструментах им. Ю.А.Большиянова, г. Краснодар, 2011 год - член жюри[3]

## Мастер-классы
- 2011 год, на 1-м Междунар. конкурсе юных музыкантов – солистов, исполнителей на духовых и ударных инструментах «Серебряные звуки»[4]

## Аудиозаписи
- И.С.Бах, Фуга (из Токкаты и фуге) ре минор (переложение Мейера)
Виктор Венгловский, Борис Виноградов, Александр Морозов, Алексей Евтушенко (тромбоны), запись 1990 года, Мелодия: № 312
- Музыка для духовых
Виктор Венгловский, Борис Виноградов, Алексей Евтушенко, Анатолий Скобелев (тромбоны), записи 1973 и 1977 годов, Мелодия: № 224
- Евгений БОЗЗА. 3 пьесы для квартета тромбонов/Желание ДОНДЕЙНА. Сюита для квартета тромбонистов
Виктор Венгловский, Борис Виноградов, Алексей Евтушенко, Анатолий Скобелев (тромбоны), запись 1973  Мелодия: № 220
- Раймонд ПРЕМРУ. В память о 4 тромбонах/Анри Томаси. - Быть или не быть.. (Монолог Гамлета)
Виктор Венгловский, Борис Виноградов, Алексей Евтушенко, Анатолий Скобелев (тромбоны), записи 1977 и 1973 годов, Мелодия: № 219
- Антон Йозеф Райха. Сонатина № 3 для 4-х тромбонов до минор
Виктор Венгловский, Борис Виноградов, Александр Морозов, Алексей Евтушенко (тромбоны), запись 1977 года, Мелодия: № 133
- Сероцкий / Матей – Концерт для тромбона с оркестром / Соната для тромбона и фортепиано. Борис Виноградов (тромбон) и Ирина Ковалева (фортепиано), запись 1976 года, Мелодия: